# Bear Creek (Florida)
Bear Creek es un lugar designado por el censo ubicado en el condado de Pinellas en el estado estadounidense de Florida. En el Censo de 2010 tenía una población de 1.948 habitantes y una densidad poblacional de 1.778,08 personas por km².

## Geografía
Bear Creek se encuentra ubicado en las coordenadas 27°45′22″N 82°43′38″O / 27.75611, -82.72722. Según la Oficina del Censo de los Estados Unidos, Bear Creek tiene una superficie total de 1.1 km², de la cual 1.03 km² corresponden a tierra firme y (5.91%) 0.06 km² es agua.

## Demografía
Según el censo de 2010, había 1.948 personas residiendo en Bear Creek. La densidad de población era de 1.778,08 hab./km². De los 1.948 habitantes, Bear Creek estaba compuesto por el 92.86% blancos, el 2.36% eran afroamericanos, el 0.36% eran amerindios, el 2.21% eran asiáticos, el 0% eran isleños del Pacífico, el 0.62% eran de otras razas y el 1.59% pertenecían a dos o más razas. Del total de la población el 4.36% eran hispanos o latinos de cualquier raza.